# Valentin-Zoltán Puskás
Valentin-Zoltán Puskás (n. 19 aprilie 1949, Sovata, România - 4 ianuarie 2025) a fost un jurist român, care a deținut demnitatea de judecător la Curtea Constituțională a României în perioada 2007-2016.

## Biografie
Valentin-Zoltán Puskás s-a născut la data de 19 aprilie 1949, în orașul Sovata (județul Mureș). A absolvit cursurile Facultății de Drept, profesând ca jurist și avocat în Baroul de Avocatură Covasna.
Între anii 1996-2007 a fost senator de Covasna, ales  pe listele partidului UDMR. În calitate de senator, a fost membru în Comisia economică, pentru industrii și servicii (1996-1998), în Comisia pentru privatizare și administrarea activelor statului (până în septembrie 1998), în Comisia juridică, de numiri, disciplină, imunități și validări (septembrie 1998 - februarie 1999), în Comisia pentru cercetarea abuzurilor, combaterea corupției și petiții (septembrie 1998 - decembrie 2000) și în Comisia de buget, finanțe, bănci (2001-2007).
De asemenea, a îndeplinit funcțiile de vicepreședinte al Senatului, în anii 2001 și 2004 și pe cea de secretar al Senatului în perioadele 1997-2000, 2002-2003 și 2005-2007. Valentin-Zoltán Puskás a inițiat 47 de propuneri legislative, din care 10 au fost promulgate legi. 
Din 13 iulie 2007 deține demnitatea de judecător al Curții Constituționale, fiind numit în această funcție la propunerea Senatului, pentru un mandat de 9 ani. În aceeași zi a demisionat din Senatul României.
Valentin-Zoltán Puskás este Cavaler al Ordinului de Malta, fiind decorat și cu Ordinul Național Pentru Merit în grad de Cavaler. El este căsătorit și are un fiu.